# Georges-Louis Le Sage
Georges-Louis Le Sage, född den 13 juni 1724 i Genève och död 9 november 1803 i Genève, var en schweizisk fysiker som är mest känd för sin gravitationsteori. Dessutom uppfann han en elektrisk telegraf och förutspådde den kinetiska gasteorin.